# Роже Шартьє
Роже́ Шартьє́ (фр. Roger Chartier, нар. 9 грудня 1945, Ліон) — французький історик, історіограф, один з головних представників останнього покоління традиції Школи «Анналів». Його дослідження присвячені історії книги, друкарства та читання.

## Біографія
Закінчив ліцей Ампера у рідному місті. У 1964—1969 роках навчався у Вищій нормальній школі Сен-Клу, водночас в 1966—1967 роках прослухав повний університетський курс Сорбонни. 1969 року отримав диплом з відзнакою як «Викладач історії».
У 1969—1970 роках викладав в престижному паризькому ліцеї Людовика Великого. В цей же період отримав посаду помічника на кафедрі історії Нового часу в Університеті Париж I Пантеон-Сорбонна, а потім працював старшим викладачем у Вищій школі соціальних наук («École des hautes études en sciences sociales» або «EHESS»). Працював у цій школі на посаді доцента (1978—1983), потім завідувач навчальною частиною (до 2006 року). 2006 року він був призначений професором Колеж де Франс, де очолив кафедру «Писемність і культура в Новий час».
Гостьовий професор історії Пенсильванського університету.

## Головні публікації
- L’Éducation en France du XVI au XVIII s. (avec Marie-Madeleine Compère et Dominique Julia), Société d’édition d’enseignement supérieur, Paris, 1976, 304 p. ISBN 2-7181-5201-X
- Histoire de l’édition française (direction avec Henri-Jean Martin), 4 volumes (1983–1986), 2e édition, Fayard et Cercle de la librairie, Paris, 1989–1991
- Lectures et lecteurs dans la France d’Ancien Régime, Éditions du Seuil, coll. « L’Univers historique » ISSN 0083-3673 Numéro 49, Paris, 1987, 369 p. ISBN 2-02-009444-4
- Les Origines culturelles de la Révolution française (1990), réédition avec une postface inédite de l’auteur, Éditions du Seuil, Paris, coll. « Points / Histoire » ISSN 0768-0457 nº 268, 2000, 304 p. ISBN 2-02-039817-6, .
- La Correspondance. Les usages de la lettre au XIX s. (direction), Fayard, coll. « Les Nouvelles Études historiques » ISSN 0292-4250, Paris, 1991, 462 p. ISBN 2-213-02454-5
- L’Ordre des livres. Lecteurs, auteurs, bibliothèques en Europe entre XIV et XVIII s., Alinea, coll. « De la pensée / Domaine historique », Aix-en-Provence, 1992, 126 p. ISBN 2-7401-0024-8
- Pratiques de la lecture (direction), Payot, coll. « Petite Bibliothèque Payot » nº 167, Paris, 1993, 309 p. ISBN 2-228-88723-4
- Le Livre en révolutions, entretiens avec Jean Lebrun, Textuel, Paris, 1997, 159 p. ISBN 2-909317-34-X
- Histoire de la lecture dans le monde occidental (direction avec Guglielmo Cavallo, 1997), réédition, Éditions du Seuil, coll. « Points / Histoire » ISSN 0768-0457 nº H297, Paris, 2001, 587 p. ISBN 2-02-048700-4
- Au bord de la falaise. L’histoire entre certitudes et inquiétude, Albin Michel, coll. « Bibliothèque Albin Michel de l’histoire » ISSN 1158-6443, Paris, 1998, 292 p. ISBN 2-226-09547-0
- Les origines culturelles de la Révolution Française, réédition Éditions du Seuil, coll. « Points / Histoire », Paris, 1999, 304 p. ISBN 2-02-039817-6
- Le sociologue et l’historien, avec Pierre Bourdieu, Éditions Agone, coll. « Banc d'essais », Marseille, France, 2010, 112 p. ISBN 978-2-7489-0118-4
- Cardenio entre Cervantes et Shakespeare. Histoire d'une pièce perdue, Éditions Gallimard, coll. « NRF - Essais », Paris, 2011 ISBN 978-2-07-012387-2

## Академічні відзнаки
- Лауреат Щорічної Премії «American Printing History Association» (1990)
- Перша премія з історії (премія Ґобера) Французької академії (1992)
- Член Товариства Британської академії
- Почесний доктор Університету Карла III (Мадрид)
- Почесний доктор Університету Лаваль (Квебек)